# Ulysses Burgh (2e baron Downes)
Ulysse de Burgh, 2e baron Downes (15 août 1788 – 26 juillet 1864), est un militaire irlandais et un homme politique conservateur. Général dans l'armée britannique, il est arpenteur général de l'Ordnance sous Lord Liverpool entre 1820 et 1827. Après avoir succédé à un cousin comme second baron Downes en 1826, il siège à la Chambre des lords en tant que pair représentatif irlandais de 1833 jusqu'à sa mort. 

## Biographie
Né Ulysse Burgh, il est le fils de Thomas Burgh et d'Anne, fille de David Aigion. Son arrière-grand-père est Ulysses Burgh (en), évêque d'Ardagh. En 1848, il prend par licence royale le nom de famille de de Burgh au lieu de simplement Burgh. Son grand-père Thomas Burgh (1670-1730) (en) est l'un des plus grands architectes irlandais de son temps, qui a conçu de nombreux bâtiments notables, dont la Bibliothèque du Trinity College et le Dr Steevens 'Hospital. Son père est contrôleur général et commissaire aux recettes de l'Irlande, et cousin germain de William Downes, qui est Lord Chief Justice of Ireland de 1803 à 1822; et ses deux sœurs ont épousé respectivement le chancelier de l'Échiquier irlandais et le baron en chef de l'Échiquier irlandais. 
Ulysses Burgh est né à Dublin le 15 août 1788. Il entre dans l'armée britannique et est promu par l'influence familiale. Il est nommé enseigne dans le 54e Régiment d'infanterie le 31 mars 1804, puis promu lieutenant le 12 novembre 1804 et capitaine le 4 septembre 1806. Il est employé dans le service de garnison ordinaire avec son régiment à Gibraltar et dans les Antilles jusqu'en 1808, quand il passe dans le 92e et accompagne John Cradock (1er baron Howden) au Portugal comme aide de camp. 

## Guerre péninsulaire
Lorsque Arthur Wellesley de Wellington succède à Cradock, il prend à son tour Burgh, dont le père est un ami proche, comme aide de camp. Burgh est présent à la bataille de Talavera, où il est légèrement blessé. Il ramène à la maison l'envoi annonçant la victoire à la Bataille de Buçaco le 29 septembre 1810, est promu major et revient au Portugal en janvier 1811. Il est alors présent à la Bataille de Fuentes de Oñoro, au Combat d'El Bodón, à la prise de Ciudad Rodrigo et Badajoz, et à la Bataille des Arapiles, et rapporte de nouveau la nouvelle de l'entrée de Wellington à Madrid. Il est promu lieutenant-colonel le 25 septembre 1812. Il retourne en Espagne et est présent à la Bataille de Vitoria et à la bataille des Pyrénées. Il est présent à l'assaut de Saint-Sébastien, à la bataille de la Nivelle, où son cheval est tué sous lui; à la bataille de la Nive, et à la bataille de Toulouse, où il est de nouveau blessé. 
À la fin de la guerre en 1814, Burgh devient chevalier de l'Ordre du Bain et de l'Ordre de la Tour et de l'Épée, et reçoit une compagnie dans les Grenadier Guards. 

## Carrière politique
Il est élu au Parlement pour le comté de Carlow en 1818, un siège qu'il occupe jusqu'en 1826,, puis représente Queenborough entre 1826 et 1830 . Sous lord Liverpool il est arpenteur général de l'Ordnance entre 1820 et 1827. En 1826, il succède à son cousin au second degré William Downes (1er baron Downes), qui n'a pas d'enfants, comme second baron Downes selon un reste spécial dans les lettres patentes. Comme il s'agit d'une pairie irlandaise, cela ne lui donne pas droit à un siège automatique à la Chambre des lords et il peut rester membre de la Chambre des communes. Cependant, en 1833, il est élu pair représentatif irlandais et entre à la Chambre des lords. En 1860, il est nommé Chevalier Grand-Croix de l'Ordre du Bain. 
À la retraite du duc de Wellington de la vie politique, Lord Downes prend également sa retraite mène la vie d'un gentleman campagnard. Il devient major-général le 10 janvier 1837, lieutenant-général le 9 novembre 1846, colonel du 54e régiment d'infanterie de 1845 à 1850, colonel du 29e régiment le 15 août 1850, général de division le 20 juin 1854, et est fait GCB en 1869. 
Downes est décédé à Bert House, Athy, comté de Kildare, le 26 juillet 1863. 

## Famille
Lord Downes est marié deux fois. Il épouse d'abord Maria, fille de Walter Bagenal, en 1815. Ils ont deux filles: 
- Charlotte qui épouse James Colborne, 2e baron Seaton
- Anne qui épouse John Scott, 3e comte de Clonmell.

Après sa mort en août 1842, il épouse en secondes noces Christopheria, fille de James Buchanan et veuve de John Willis Fleming de North Stoneham Park, en 1846. Il n'y a pas d'enfants de ce mariage. Elle est décédée en octobre 1860. Lord Downes est décédé en juillet 1864, à l'âge de 75 ans. La baronnie s'éteint à sa mort car il n'a pas de fils. 